# Time Machine 2011: Live in Cleveland
Time Machine 2011: Live in Cleveland – album koncertowy kanadyjskiej grupy rockowej Rush, wydany 8 listopada 2011 roku. Nagrany został 15 kwietnia 2011 w Quicken Loans Arena w Cleveland podczas trasy koncertowej Time Machine Tour. Album został także wydany na płytach DVD oraz Blu-Ray. 

## Lista utworów

### CD 1
1. „The Spirit of Radio“
2. „Time Stand Still“
3. „Presto “
4. „Stick It Out “
5. „Workin' Them Angels “
6. „Leave That Thing Alone“
7. „Faithless“
8. „BU2B“
9. „Freewill“
10. „Marathon“
11. „Subdivisions“
12. „Tom Sawyer“
13. „Red Barchetta“
14. „YYZ“
15. „Limelight“

### CD 2
1. „The Camera Eye“
2. „Witch Hunt“
3. „Vital Signs“
4. „Caravan“
5. „Moto Perpetuo“/„Love for Sale“
6. „Closer to the Heart“
7. „2112“ (Overture/The Temples of Syrinx)
8. „Far Cry“
9. „La Villa Strangiato“
10. „Working Man“

## Twórcy
- Geddy Lee – śpiew, gitara, gitara basowa, syntezator
- Alex Lifeson – gitara
- Neil Peart –perkusja, instrumenty perkusyjne